# Sonia Ayaucán
Sonia Beatriz Ayaucán Ciudad (* 1. April 1969 in Chincha) ist eine ehemalige peruanische Volleyballspielerin. Sie war Teil der Volleyball-Nationalmannschaft der peruanischen Frauen.
Ayaucán war Mitglied der peruanischen Mannschaft, die 1986 den dritten Platz bei der Weltmeisterschaft gewann. Bei der Weltmeisterschaft 1990 wurde sie als beste Annahmespielerin ausgezeichnet und gewann 1989 sowie 1993 den Titel bei der südamerikanischen Meisterschaft. Auf Vereinsebene wurde sie mit Cristal-Bancoper Lima peruanische Meisterin.